# Signe Bergman
Signe Wilhelmina Ulrika Bergman (Estocolm,1869 - Solna,1960) fou una suffragette sueca, figura central del moviment sufragista suec de la primeria del segle xx. Fou presidenta de l'Associació Nacional per al Sufragi de les Dones o LKPR entre 1914-1917 i delegada de l'Aliança Internacional pel Sufragi de la Dona entre 1909-1920, a més d'organitzadora del congrés de la Sisena Conferència de l'Aliança Internacional pel Sufragi Femení el 1911 i l'editora de l'article de la LKPR, Rösträtt för kvinnor (Sufragi femení).

## Biografia
Signe Bergman nasqué en una família de funcionaris d'Estocolm. El seu origen burgés li va garantir una educació completa i li proporcionà una xarxa social que aprofitaria més endavant. La seua educació es basava en valors burgesos com ara els assoliments individuals, l'autocontrol, un estil de vida adequat i la creença en el poder del coneixement i l'educació. La seua ètica de treball era: "el treball és la morfina de la vida", afirmà en una carta quan era jove.
Quan acabà l'escola, Signe Bergman se n'anà a viure amb una tieta, Martina Bergman-Österberg, que vivia a Anglaterra i dirigia un prestigiós institut per a futures professores. Durant aquesta època a Gran Bretanya Signe Bergman coneix les suffragettes britàniques, tot i que qüestionaria més endavant els seus mètodes de lluita. Quan Signe Bergman torna a Suècia, treballa com a caixera en el banc hipotecari general de Suècia, Hypoteksbanken, treball que conservarà fins a la jubilació. Bergman vivia sola en una època en què es considerava més adequat que una dona professional de classe mitjana compartís el pis amb una companya per modèstia. Fou una de les principals figures del moviment sufragista suec. Signe establí contactes, influí en l'opinió pública i dugué a terme campanyes.
El 1902, es van presentar al Parlament dues mocions relatives a la reforma del sufragi. Una en fou del ministre de Justícia, Hjalmar Hammarskjöld, que suggeria que els hòmens casats rebessen dos vots, ja que es podia considerar que també votaven en lloc de les esposes. L'altra moció la presentà Carl Lindhagen, que va suggerir el sufragi femení. El suggeriment de Hammarskjöld despertà la ira entre les activistes pels drets de les dones, que feren un grup de suport per a la moció Lindhagen. Es fundà l'Associació Nacional per al sufragi femení el 1902. Encara que Signe Bergman no era present quan es creà l'associació, fou un punt central dins de l'associació en una etapa primerenca. Fou membre del comité executiu de Landsföreningen för kvinnans politiska rösträtt (LKPR) (Associació Nacional per al Sufragi de les Dones) del 1907 al 1919, secretària del 1909 al 1911, vicepresidenta del 1912 al 1913 i presidenta del 1913 al 1917. Va dirigir el treball de la gran organització nacional, que tenia 17.000 membres i 260 associacions locals en tot Suècia. Es retirà de la presidència en la tardor del 1917 després de la gran decepció perquè la primera cambra del parlament no admetés les dones malgrat que havien promès fer-ho i hi havia una majoria en el parlament de partits favorables al sufragi.
Entre 1909-1920, pertangué a l'Aliança Internacional pel Sufragi Femení i representà Suècia en congressos internacionals pel sufragi. També organitzà dues peticions fetes el 1903 i 1913 en què es van reunir mig milió de noms de dones a favor del sufragi. Va organitzar la Sisena Conferència de l'Aliança Internacional pel Sufragi Femení celebrada el 1911, en què Selma Lagerlöf va pronunciar un discurs molt famós; i gestionà les connexions internacionals i els viatges a l'estranger per a assistir a conferències. Va organitzar peticions als parlamentaris i a la monarquia. Bergman també va estar darrere de Rösträtt för kvinnor, que es va publicar per primera vegada el 1912.
En una entrevista en el diari Idun del 1911, explica per què s'havia involucrat en la lluita pel sufragi:
| « | Fou per la segona moció sobre el sufragi femení presentada per Carl Lindhagen que fou objecte de burla i la rebutjaren. Ell va lluitar pel nostre bé; aleshores ¿no hauríem les dones com jo de donar la cara? | » |

Aquest 1911, la presidenta de la LKPR, políticament de dretes, Lydia Wahlström, dimití per motius de salut. La LKPR, que tenia una política de neutralitat, havia adoptat una nova política per a boicotejar al partit que s'oposava al sufragi. Això significava que la LKPR ja no era políticament neutral, perquè els únics partits suecs que s'oposaven al sufragi eren els dretans. Com Wahlström era conservadora, va dimitir, i això provocà conflictes entre les dones de dreta i d'esquerra en la LKPR. Signe Bergman, a qui es considerava l'opció òbvia per a presidenta, era coneguda per les seues opinions socialistes, i l'anterior i més apolítica presidenta Anna Whitlock fou considerada una opció menys conflictiva. Per tant, Bergman no fou presidenta fins que els enfrontaments es calmaren, al 1914.
Signe Bergman va morir el 9 de maig del 1960. És al cementeri Norra de Solna.

## Reconeixements
- El Riksarkivet (Arxiu Nacional de Suècia) i el Riksdagbiblioteket (Biblioteca Parlamentària) han batejat les col·leccions de cartes sufragistes amb el nom de Signe Bergman, perquè s'havia dedicat a recopilar documents i memòries per a futurs investigadors.[3]